# Östra Stenhäran
Östra Stenhäran är en ö i Åland (Finland). Den ligger i Skärgårdshavet och i kommunen Kökar i landskapet Åland, i den sydvästra delen av landet. Ön ligger omkring 62 kilometer öster om Mariehamn och omkring 220 kilometer väster om Helsingfors.
Öns arean är 2 hektar och dess största längd är 270 meter i sydväst-nordöstlig riktning.